# Doorkiesnummer
Doorkiesnummer is een telefoonnummer van een specifiek toestel achter een bedrijfstelefooncentrale. Bedrijven die meer dan twee spraakkanalen willen aansluiten op een gezamenlijke bedrijfstelefooncentrale kunnen kiezen uit twee telefoonnummeropties:
- interne toestellen direct bereikbaar vanaf buiten: doorkiesnummers
- alle toestellen delen hetzelfde telefoonnummer waarbij men dan door een telefoniste-receptioniste moet worden doorverbonden met het betreffende toestelnummer.

## Reeksen
Als er voor doorkiesnummers wordt gekozen kan -afhankelijk van aantal kanalen, aantal interne toestellen en groeiverwachting- de klant een aaneengesloten reeks telefoonnummers kiezen en deze nummers vervolgens naar eigen inzicht koppelen met toestellen of speciale toepassingen op de bedrijfscentrale. Mogelijke doorkiesreeksen:
- 10 nummers: 0123-45678x waarbij x is 0 tot en met 9
- 100 nummers: 0123-4567xx waarbij xx is 00 tot en met 99
- 1000 nummers: 0123-456xxx waarbij xxx is 000 tot en met 999
- 10.000 nummers: 0123-45xxxx waarbij xxxx is 0000 tot en met 9999

Een gebruiker kan uiteraard ook meerdere reeksen van 10, 100, 1.000 of 10.000 nummers aanvragen. De gebruiker betaalt de telecomleverancier een maandelijkse vergoeding afhankelijk van de omvang van de nummerreeks.

## Tegenhanger?
Een groepsnummer of gripnummer is de tegenhanger van een doorkiesnummer: als de klant naar buiten toe maar met één nummer bereikbaar wil zijn kiest deze in plaats van een doorkiesreeks een enkel nummer.
Daarnaast komen groepsnummers regelmatig in combinatie met doorkiezen voor: binnen een groter bedrijf komt er (vanuit de doorkiesreeks) een nummer voor de helpdesk. Dit nummer kan binnenkomen op elk toestel in de groep helpdesk. Toch houdt elk toestel onder het groepsnummer zijn eigen doorkiesnummer. Op deze wijze is een toestel dus bereikbaar onder twee nummers; het groepsnummer en het doorkiesnummer. N.B. niet alle telefooncentrales staan een dergelijke dubbele bereikbaarheid toe.

## Bron
- Tarievenoverzicht zakelijke telefonie van KPN, bezocht 3 augustus 2008.